# ایمی جگر
ایمی جگر (به انگلیسی: Amy Jagger) (زادهٔ ۱۴ مهٔ ۱۹۰۸ - درگذشته  نوامبر ۱۹۹۳) ژیمناست اهل کشور بریتانیا است.